# Pirjo Hassinen
Pirjo Hassinen, född 1957, är en finländsk författare.
Hassinen har skrivit ett flertal romaner, bland annat Viimeinen syli ("Den sista omfamningen", 1998), Mansikoita marraskuussa ("Jordgubbar i november", 2000) och Jouluvaimo ("Julhustrun", 2002). Hon skildrar ofta lidelsefulla kärleksförhållanden och koncentrerar sig på problematiken mellan man och kvinna – begäret, lusten och det svåra känslolivet.